# Senoculidae
Senoculidae zijn een familie van spinnen. De familie telt één beschreven geslacht en 31 soorten.

## Geslacht
- Senoculus Taczanowski, 1872

## Taxonomie
Voor een overzicht van de geslachten en soorten behorende tot de familie zie de lijst van Senoculidae.